# Metalcore
Metalcore är en blandgenre som blandar in element från metal samt influenser från hardcore-musik. Genrens namn är ett teleskopord av hardcore punk och heavy metal. Dagens form av genren utvecklade sin nutida betydelse under mitten av 1990-talet, då av band såsom Earth Crisis och Integrity, där det tidigare hade influenser från straight edge-kulturen (som myntats av historiska Minor Threat) och där det senare var influerade av exempelvis Slayer och Joy Division. Mathcore kallas en diffus genre som beskriver band som hämtat influenser från experimentell och progressiv form av rockmusik.
Metalcore och dess relaterade genrer (såsom hardcore och deathcore) associeras med så kallade breakdowns, som är taget från tidigare experiment med disco. Denna effekt nådde så småningom punkfans via punkband som började experimentera med breakeffekter. Breakdowns är då takten saktas in till mycket långsam och ger mer utrymme för tuffare gitarrytm med jämna trumslag, en tung och oftast den brutalaste delen i låtarna. Publikens respons på breakdowns är hardcore dancing eller våldsam moshing.

## Exempel på metalcore-band

### Svenska
- Adept
- Coldtears
- Dead by April
- Demotional
- Imminence
- Last View
- Sarea
- Safemode
- Sonic Syndicate
- Seventribe
- The Unguided

### Utländska
- 100 Demons
- The Agonist
- All That Remains
- As I Lay Dying
- Asking Alexandria
- Atreyu
- Attack Over Grace
- August Burns Red
- Avenged Sevenfold
- Bring Me the Horizon
- Bullet for My Valentine
- Caliban
- Chimaira
- Coilbox
- Coldrain
- Crossfaith
- The Devil Wears Prada
- Dry Kill Logic
- Earth Crisis
- Escape the Fate
- Fear, and loathing in Las Vegas
- From Autumn to Ashes
- Greeley Estates
- Heaven Shall Burn
- Hopes Die Last
- I Prevail
- Inntrance
- Killswitch Engage
- Madball
- Mnemic
- Motionless in White
- Memphis May Fire
- Parkway Drive
- Raunchy
- Shadows Fall
- Slowlife
- Trivium
- Underoath
- Walls of Jericho
- Waiting for Sunset